# Flavio Cianciarulo
Flavio Oscar Cianciarulo, noto anche con lo pseudonimo di Sr. Flavio (Almagro, 26 luglio 1964), è un musicista e compositore argentino.

## Discografia

### Da solista
1. Flavio Solo, Viejo y Peludo (2001)
2. Welcome to Terror Dance [EP] (2006)
3. Nueva Ola (2011)

### Con Ricardo Iorio
1. Peso Argento (1997)

### Con Flavio Calaveralma Trío
1. El marplatense (2003)

### Con La Mandinga
1. Cachivache (2004)
2. Sonidero (2005)
3. Supersaund 2012 (2007)

### Con Misterio
1. Beat Zombie (2006)